# Moja

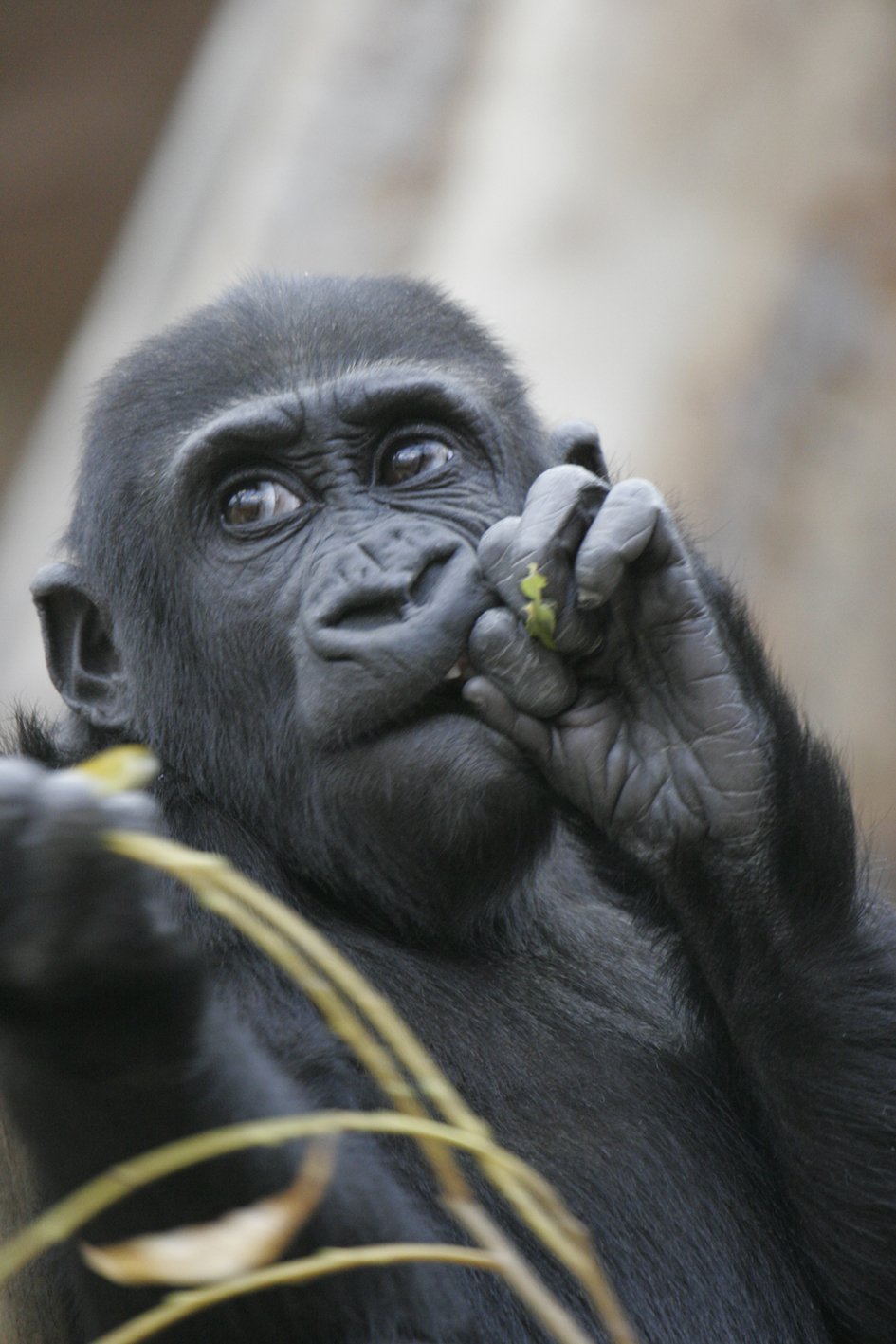
Moja
(2. listopadu 2006)

Moja (* 13. prosince 2004 Zoo Praha) je první mládě gorily nížinné narozené v historii československých a českých (i slovenských) zoologických zahrad.

## Životopis

### Narození
Moja se narodila gorilám Richardovi a Kijivu ze Zoo Praha. Oproti předpokladům se narození Moji trochu opozdilo, což je ale u prvniček docela normální. Porod proběhl na sklonku noci z 12. na 13. prosince 2004, nebyl nijak monitorován a chovatelé až ráno v 6:45 našli samici s mládětem v náručí. V roce 2024 znovu celý Mojin příběh připomenuly oslavy jejích 20. narozenin.

### Jméno
Moja byla pojmenována 23. prosince. Jméno po dlouhých úvahách vybrali ředitel Zoo Praha Petr Fejk spolu s vedoucím chovu lidoopů Markem Ždánským. Vybírali podle slovníku svahilštiny, i když to není zeměpisně tak docela přesné, neboť regiony výskytu gorily nížinné a svahilštiny nejsou totožné. Významnou roli proto sehrál názor, že svahilština je z původních afrických jazyků asi nejznámější.[zdroj⁠?!]
Slovo „Moja“ znamená „první“, respektive „jedna“ („jednička“). Ve svahilštině se vyslovuje se modʒa, ale v češtině se vžila v souvislosti s jejím jménem výslovnost moja.
Dne 26. února 2005 se konaly Mojiny křtiny. Kmotrou se stala herečka a bývalá první dáma Dagmar Havlová.

### Určování pohlaví

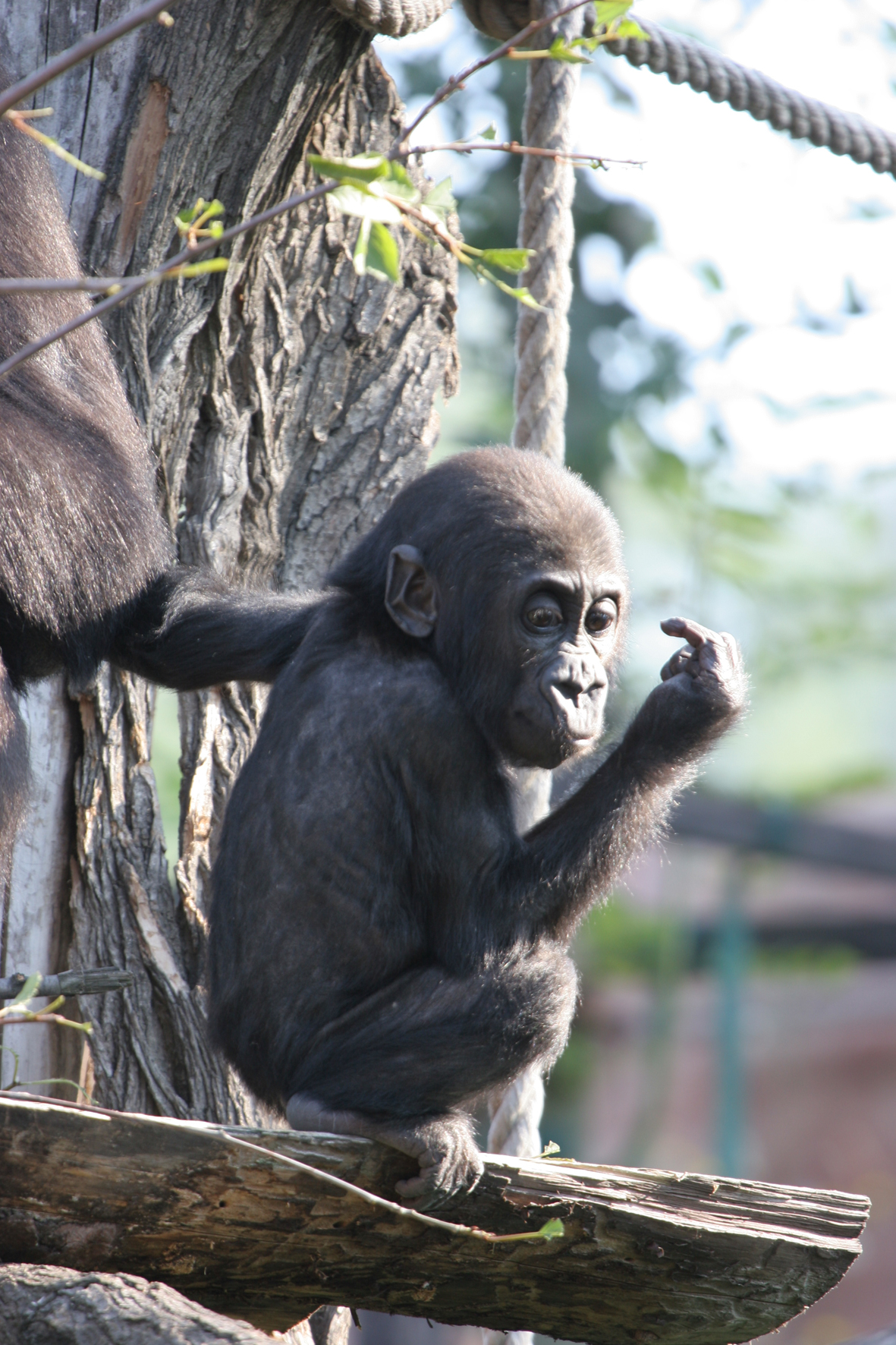
Moja
(7. září 2005)

Určit pohlaví u mladých goril jen podle vnějších genitálií je prakticky nemožné, protože samičky mají poměrně velký klitoris a samečci naopak nemají zřetelně vytvořená varlata mimo břišní dutinu. To platí vlastně až do období dospívání, kdy se začnou mezi samci a samicemi projevovat rozdíly především v celkové velikosti a tělesných proporcích.
Jediný bezpečný způsob určení pohlaví u mláďat, která nelze vzít přímo do ruky, je tedy ten založený na rozboru DNA. Vzorky (sliny, moč, trus nebo chlupy) nesmějí být kontaminovány jiným organickým materiálem. Nesmějí tedy přijít do styku s jinými zvířaty včetně matky mláděte, a to ani nepřímo, a nesmí se jich dotknout holou rukou ani žádný člověk.
Již 16. prosince – tedy tři dny po narození – bylo na 95 % určeno, že se jedná o samici. Přesto bylo nutno počkat na jednoznačné výsledky testů DNA. Když se konečně podařilo zajistit potřebné vzorky, byly poslány do nezávislých laboratoří, aby byly výsledky opravdu spolehlivé.
Doplněk: Při určování pohlaví Mojina vnoučete narozeného 2. ledna 2024 v Zoo Praha byl úspěšně použit vzorek pupečníku – že jde o samičku mohlo být veřejně oznámeno již 18. ledna 2024.

### Růst
Porodní velikost ani hmotnost nejsou z pochopitelných důvodů (nemožnost přímého kontaktu s mládětem) známy.
V polovině února 2005 Moje vyrostly první dva zuby – dolní řezáky.
Poprvé se podařilo Moju zvážit až 13. září 2005 (tedy ve věku 9 měsíců), a to ještě nepřímo – na digitální váhu, nainstalovanou ve vnitřním výběhu u průchodu do ložnic, vstoupila Kijivu s Mojou a chvíli poté bez ní. Rozdíl byl 5,9 kg. O tři dny později se hodnota potvrdila, když se Moja dostala na váhu zcela sama.
Dne 9. února 2006 vážila Moja 7,2 kg, 2. října téhož roku 10,2 kg a 3. července 2007 pak 18,9 kg. Na začátku září 2007 vážila necelých 20 kg.[zdroj⁠?!]

### Strava

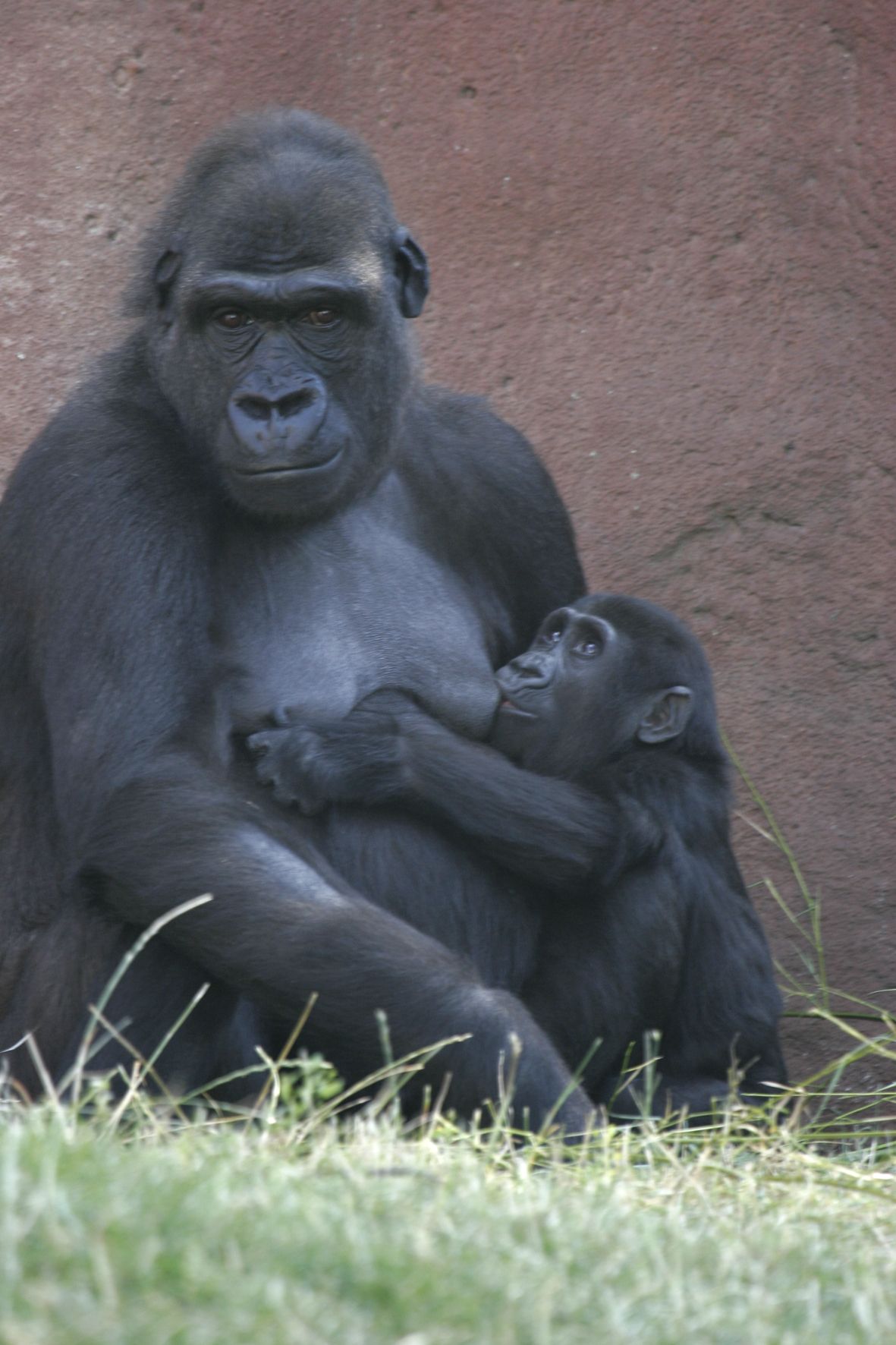
Kijivu kojící Moju
(20. července 2006)

Moja byla plně kojena asi 5 měsíců, pak začala jevit zájem o pevnou potravu. Nejprve si s ní spíš jen hrála (již v březnu 2005 ocucávala mrkev a jiné druhy zeleniny), poté pomalu začala kousky ukusovat a polykat.
Pak se začal poměr mezi kojením a pevnou potravou vyrovnávat. V červenci 2005 byla stále 2× až 3× denně kojena, zároveň však již jedla banány, broskve, hroznové víno či mrkev.
Dne 29. srpna 2005 (ve věku 8,5 měsíců) se Moja začala učit brát si krmení od chovatelů přes dveře u ložnice podobně, jako to každý den dělají dospělé gorily. Mateřské mléko přestala sát zhruba v roce.[zdroj⁠?!]

### Pohyb
Moja, tak jako každé opičí mládě, byla zpočátku přemisťována svojí matkou, a to buď v jejím náručí nebo na jejích zádech. Už 24. ledna 2005 byly pozorovány první dva opatrné krůčky po čtyřech. Na začátku března začala Kijivu stavět Moju na zadní a učila ji chodit, o měsíc později začala Moja sama chodit po čtyřech, zatím na vzdálenost několika málo metrů. V červnu, ve věku půl roku, si živě hrála v houpací síti a o měsíc později už chodila po celém výběhu a dokonce se vzdalovala až na 3 metry od své matky. Postupem času se zcela osamostatnila a naučila zdolávat i všechny atrakce ve výběhu.

### Odchod ze Zoo Praha
Chov goril v lidské péči je koordinován v rámci Evropského záchovného programu. Koordinátor chovu sleduje pohyb jednotlivých zvířat a rozhoduje o jejich přesunu tak, aby bylo zajištěno optimální složení chovných skupin bez nebezpečí příliš blízkých příbuzenských vztahů a z toho vyplývajících genetických vad.
Z těchto důvodů musela Moja v době dospívání (mezi 6.–10. rokem) ze skupiny v Zoo Praha odejít.

### Španělsko
V listopadu 2011 tak byla Moja převezena do přírodního parku v Cabárcenu (španělsky Parque de la Naturaleza Cabárceno) ve Španělsku. Zde porodila 16. dubna 2013 svoje první mládě, jehož otcem je geneticky cenný (z volné přírody pocházející) samec Niky.

### Příběh pokračuje
Prvorozená Mojina dcera Duni se v září 2022 přesunula do nového pavilonu goril v Zoo Praha  a zapojila se zde do skupiny tvořené Kambou, Shindou a jejím synem Ajabuem a také Mojinou matkou Kijivu. Novou chovnou skupinu vede nový samec Kisumu. V květnu 2023 byla oznámena Dunina březost  a mládě se narodilo 2. ledna 2024 – Moja se stala babičkou. Díky vzorku z pupečníku bylo určeno pohlaví – samička. S novým samcem zabřezla také Mojina matka Kijivu – pro Moju se v roce 2024 v pražské zoo narodí kromě vnučky i nevlastní sourozenec. Samice Kijivu porodila své páté mládě 12. dubna 2024, otcem je nový chovný samec Kisumu.
Zoo Praha při výběru jména pro Mojino vnouče požádala o návrhy kamerunské účastníky projektu Toulavý autobus a do hlasování z užšího výběru návrhů se zapojila česká veřejnost. Zvítězilo jméno Mobi, které v dialektu badjoué, jímž se mluví v okolí kamerunské Biosférické rezervace Dja, znamená Dědička.
Mojina matka Kijivu porodila samičku (svou druhou dceru a Mojinu nevlastní sestru), která od své kmotry dr. Jane Goodall dostala při oslavě 11. května 2024 jméno Gaia se symbolickým významem Matka Země.

## Ohrožení

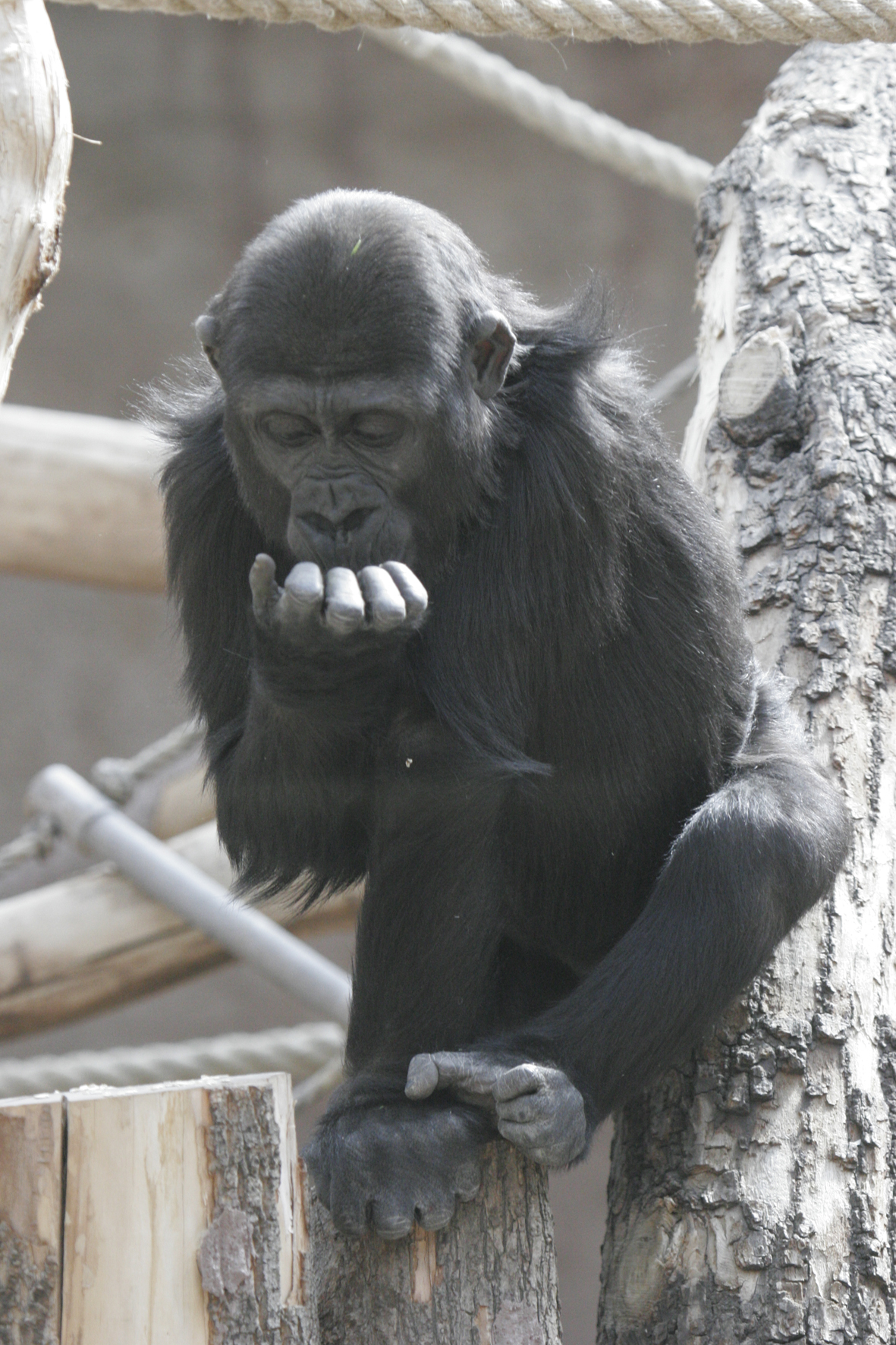
Moja
(2. května 2007)

Moja byla během svého života dvakrát ohrožena – jednou přímo, podruhé nepřímo:

### Pád do vodního příkopu
Ráno 29. srpna 2006 přišel Marek Ždánský – vedoucí chovu goril – shodou okolností o hodinu dříve než obvykle a krátce po příchodu k pavilonu uviděl Moju asi metr od břehu v nánosu řas plovoucích na hladině vodní nádrže. Koukala jí jen záda a hlava byla pod hladinou.
Jak k tomu došlo, nikdo neví, nikdo to neviděl. Nejpravděpodobnější je, že Moja dováděla, ztratila rovnováhu a spadla do vody. Lidoopi nedovedou plavat a jestli se Moja lekla nebo se nadechla trochy vody, nedokázala se dostat na břeh, i když je směrem do výběhu pozvolný a travnatý. Dospělá zvířata zjevně pochopila, že se děje něco nepatřičného, ale určitě si nedokázala vědomě dát dohromady skutečnost, že Moje hrozí utopení – nikdy se s podobnou zkušeností nesetkala.
Ošetřovatel tedy bez váhání skočil do příkopu a plaval k Moje. Když ji zvedl z vody, měla vytřeštěné, i když trochu nepřítomné oči, ale hýbala se. Vylezl pomalu na břeh k okolo sedícím samicím. Položil Moju na zem a párkrát ji plácl. Vyplivla vodu, začala se hýbat a najednou vystrašeně zakřičela. Ostatní gorily ale naštěstí dál seděly, dokonce ani zlostně nemručely. Ošetřovatel pak natáhl ruce s křičící Mojou ke Kambě, která si ji od něho klidně vzala a položila si ji na záda a sledovala, co se bude dít dál. Mezitím ošetřovatelova kolegyně zdvihla padací dveře do ložnic v naději, že se tam gorily vydají na snídani, jak jsou zvyklé. Ty se skutečně pomalu zvedly a majestátně, bez sebemenšího náznaku nenávisti, se odebraly do krytého prostoru.
O chvíli později seděla Moja na Kambě a tvářila se, jako by se nic nestalo.

### Nebezpečná jablka
10. července 2007 objevil Marek Ždánský ve venkovním výběhu pět jablek, v nichž byly zapíchány hřebíky. Hřebíky byly do jablek zcela zapuštěny, gorily by si jich tedy jen stěží mohly všimnout. V případě požití takto kontaminovaných jablek by v lepším případě došlo ke zranění ústní dutiny, v horším pak k poranění střev a následné smrti.
Na základě této události vedení zoologické zahrady přistoupilo k opatřením, která by měla podobným případům příště zamezit. Také štáb Odhalení upravil kamerový systém tak, aby nepřetržitě sledoval zvláště tyto pro návštěvníky lehce dostupné prostory.

## Zajímavosti

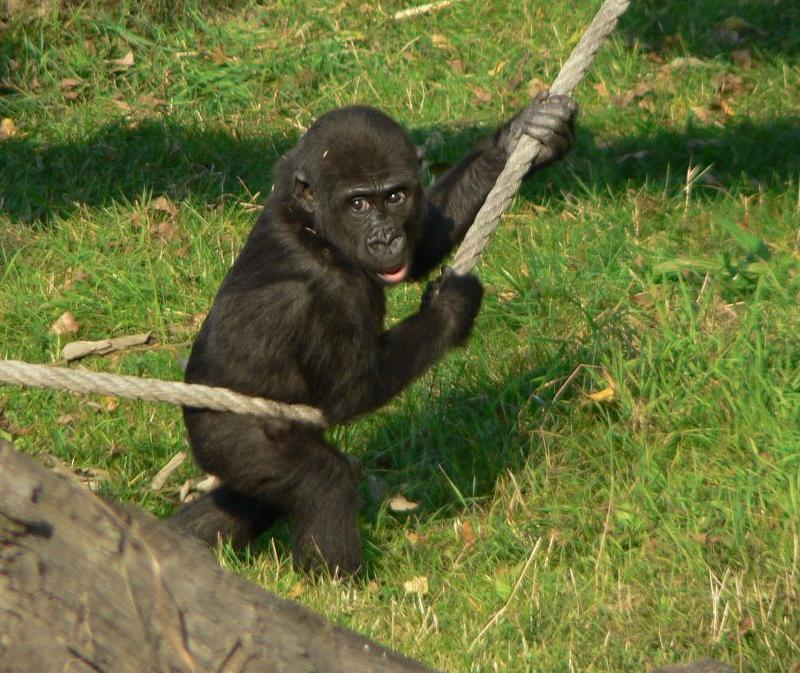
Moja
(29. září 2006)

Moja bylo registrováno jako chráněné obchodní jméno Zoo Praha.

## Moja v médiích
- Moja – příběh gorilí slečny (ISBN 80-7203-825-7) – fotografická publikace nakladatelství Argo mapující první rok života Moji. Text Marka Ždánského vychází z Deníku ošetřovatele, autorem fotografií je Pavel Potkány.
- Projekt Odhalení – projekt Českého rozhlasu (ČRo Leonardo), České televize a Zoo Praha na bázi reality show sledující pavilon goril
- Odhalení (2DVD) – DVD nakladatelství Radioservis s 5 hodinami záznamu projektu Odhalení
- Odhalení (ISBN 80-86212-52-1) – výpravná publikace nakladatelství Radioservis mapující projekt Odhalení
- Pohádky ze ZOO (2005) – audio CD pohádek